# Ingria
|  | Per a la regió del Bàltic, vegeu Íngria |

Ingria (arpità L'Éngri piemontès L'Ingri) és un municipi italià, situat a la ciutat metropolitana de Torí, a la regió del Piemont. L'any 2007 tenia 47 habitants. Està situat a la Vall Soana, una de les Valls arpitanes del Piemont. Limita amb els municipis de Frassinetto, Pont-Canavese, Ronco Canavese, Sparone, Traversella

## Administració
| Període | Identitat                   | Partit        |
| ------- | --------------------------- | ------------- |
| 2006-   | Mauro Eugenio Bianco Levrin | Llista cívica |